# Le Passager noir
Le Passager noir aussi nommé Dexter revient ! (titre original : Dearly Devoted Dexter) est un roman policier, écrit en 2005 par Jeff Lindsay.

## Résumé
Dexter Morgan est un expert judiciaire qui travaille au Département de Police de Miami comme expert médico-légal en analyse de projection de sang. Cependant, il est également un tueur en série qui a la particularité de ne tuer que des meurtriers qui sont passés au travers du système judiciaire.
Quand la lune est pleine, une force obscure, qu'il appelle le Passager Noir, réveille en lui l'irrésistible besoin de tuer. Pour tenter de se débarrasser du dangereux sergent Doakes qui le traque, Dexter se doit de se conformer à son profil de parfait gentleman. Combien de temps avant que le Passager Noir ne l'oblige à se dévoiler ? Cependant, les opportunités ne manquent pas. Et l'on connaît la règle d'or de ce Cher Dexter : il ne tue que ceux qui le méritent... 
Un psychopathe particulièrement redoutable sévit à Miami - un homme dont la perversité laisse Dexter sans voix. On comprend très vite qu'il faudra un monstre pour attraper un autre monstre... Alors que l'appétit meurtrier de Dexter se réveille, sa sœur Debra est impliquée dans la résolution de l'affaire et lui demande de mettre ses compétences au service de la police. Mais ce n'est que lorsque les jeux sont presque faits que Dexter peut enfin s'adonner à son hobby préféré : courir après sa proie. À moins que sa proie ne le rattrape en premier...